# Amar Bose
Amar Gopal Bose (Philadelphia, 2 november 1929 – Wayland (Massachusetts), 12 juli 2013) is de oprichter van de Bose Corporation gevestigd in Framingham bij Boston (Massachusetts).
In 1956 startte Bose een universitair onderzoek naar psycho-akoestiek. Hij gaf zeven jaar lang propedeutisch college, waarvoor hij in 1963 de MIT Baker Award ontving, toegekend aan de meest geprezen leraar in een cursusjaar. In 1964 richtte hij samen met Sherwin Greenblatt de Bose Corporation op, die zich bezighoudt met de ontwikkelingen van akoestiek en elektronische elementen met als hoofddoel de fabricage van hifi-systemen en bijbehorende componenten.
In 1968 werd als vervolg op zijn onderzoek, dat in 1956 startte, het eerste direct/reflecting-systeem geïntroduceerd.
De filosofie achter het direct/reflecting-systeem is de ondergeschiktheid van het directe geluid aan de directe straling zoals dat het geval is in een concertzaal. Het doel was ruimtelijke weergave in optima forma, gebaseerd op de psycho-akoestische inzichten.